# Aleksandr Bogomoev
Aleksandr Pavlovič Bogomoev (in russo Александр Павлович Богомоев?; Ust'-Ordynskij, 7 novembre 1989) è un lottatore russo, specializzato nella lotta libera.

## Biografia
Gareggia per il CSKA Mosca.
Ai campionati europei di Roma 2020 ha vinto la medaglia d'oro nel torneo dei -61 chilogrammi.

## Palmarès
- Europei

Roma 2020: oro nei -61 kg.
- Giochi europei

Baku 2015: oro nei 57 kg.